# Вулиця Ланова (Львів)
Вулиця Ланова — вулиця у Шевченківському районі міста Львова, в місцевості Голоско. Пролягає від вулиці Варшавської до залізничної колії. Прилучаються вулиці Млинова та Малоголосківська.

## Історія та забудова
Вулиця виникла у 1930-х роках у складі передміського селища Голоско та 1931 року отримала назву Пихова. Сучасна назва Ланова походить з 1933 року.
Забудована переважно садибами 1930-х років, сучасними приватними будинками.